# Torre Velasca
Die Torre Velasca ist ein markantes Hochhaus in Mailand südlich des Domes. Das vom Büro BBPR entworfene Gebäude steht an der Piazza Velasca, benannt nach Juan Fernández de Velasco, einem spanischen Gouverneur des Herzogtums Mailand im 17. Jahrhundert. Die Planungen des Hochhauses für das 1943 durch  alliierte Bombardements verwüstete Zentrum Mailands begannen 1950, die Realisierung des umstrittenen Baus gelang jedoch erst 1956–1957. Die Bauzeit betrug 292 Tage, acht weniger als vertraglich vorgesehen.
Die unteren 18 Stockwerke enthalten Geschäfte und Büros, in den oberen Stockwerken des pilzkopfartig verbreiterten Querschnitts befinden sich Wohnungen. Die auskragende Form zitiert die Torre del Filarete des Castello Sforzesco.
2011 stellte die Soprintendenza per i Beni Culturali das Hochhaus unter Denkmalschutz.

Fotos von Paolo Monti
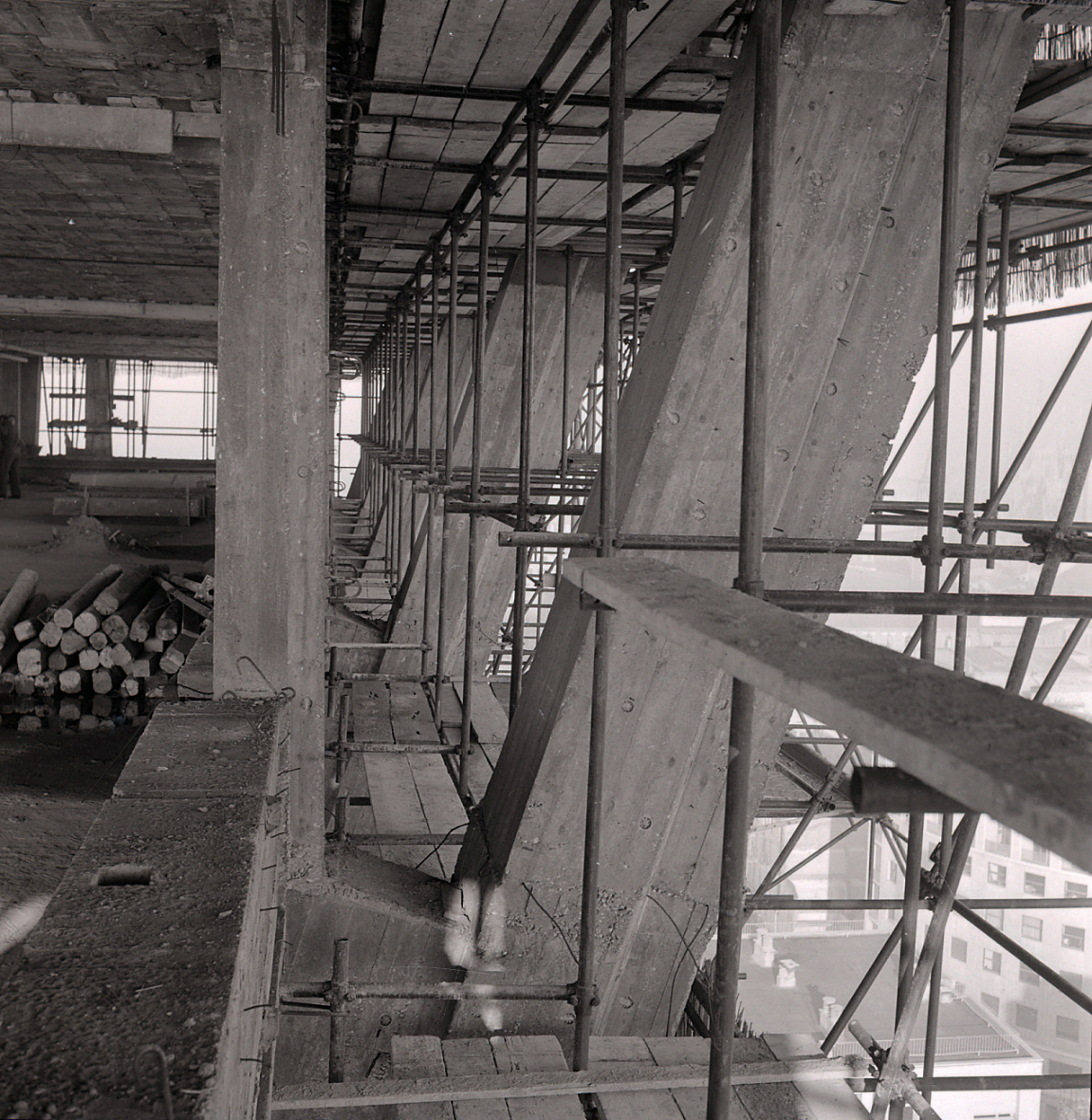
Gerüste und Rohbau (1956)
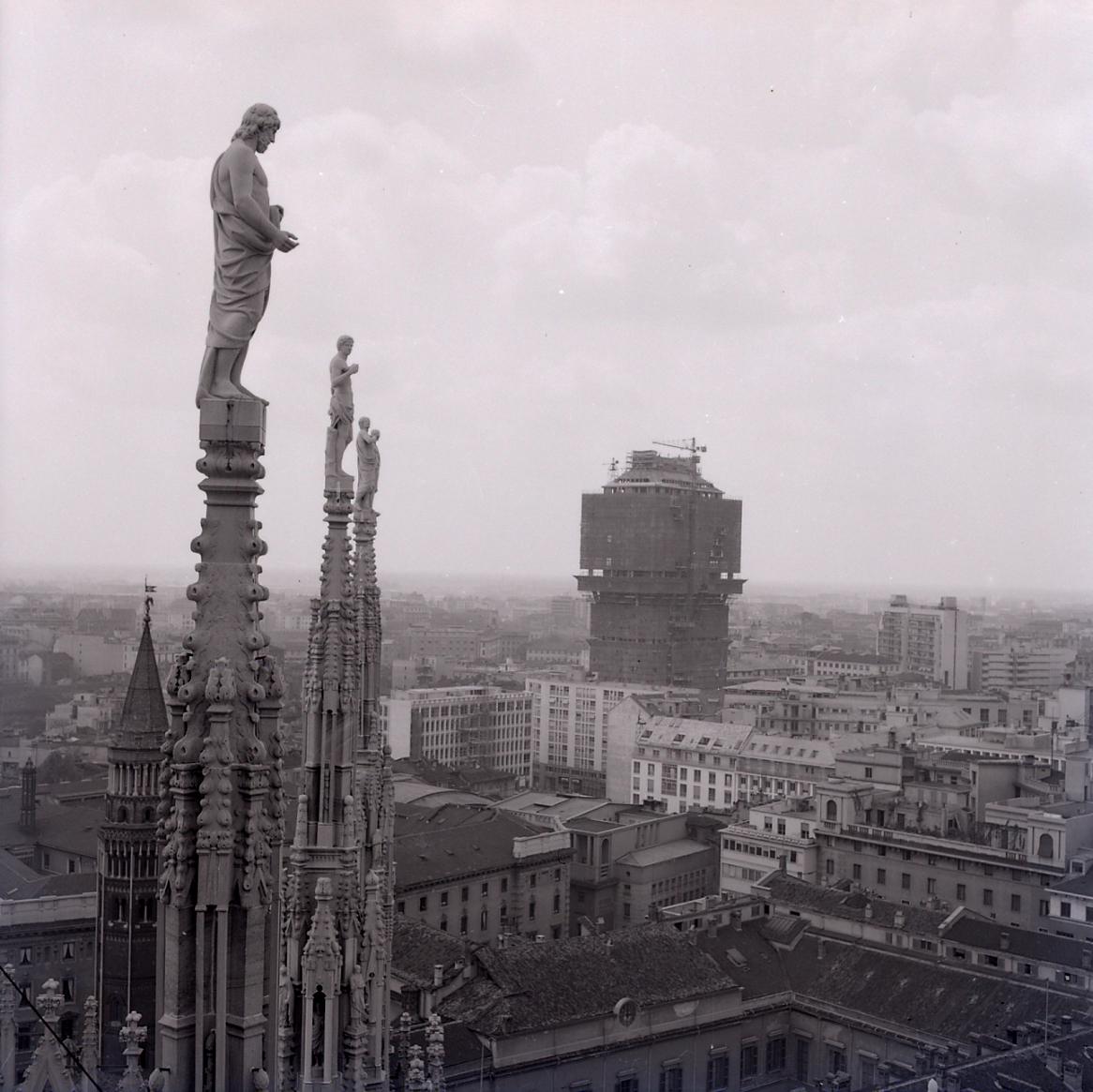
Der Turm im Bau, vom Dach des Mailänder Doms aus gesehen
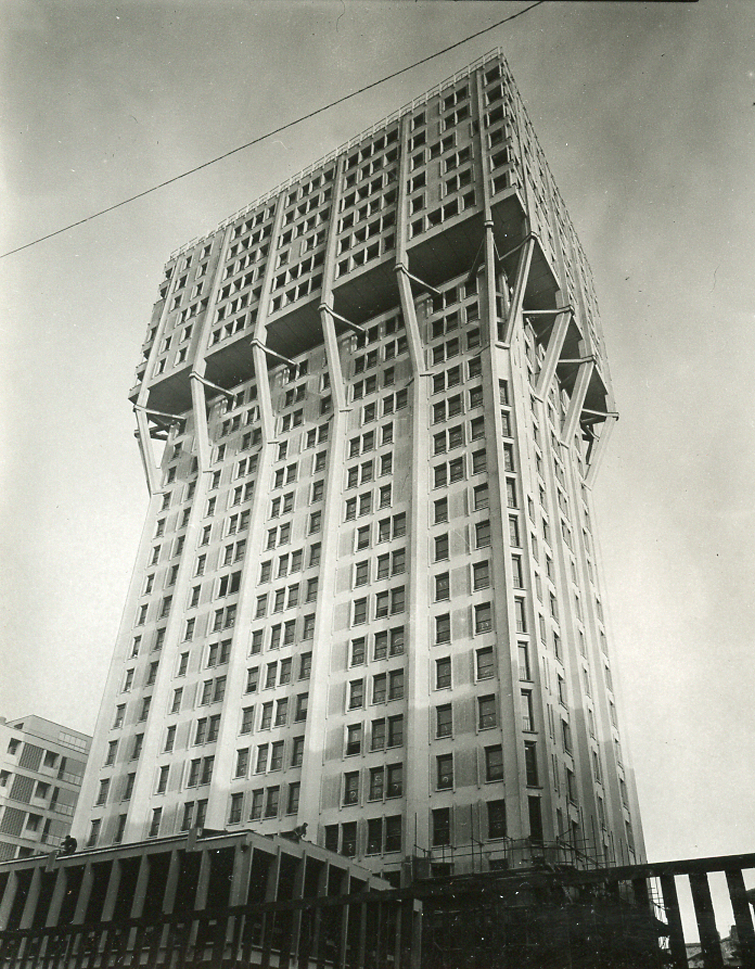
Ansicht von unten
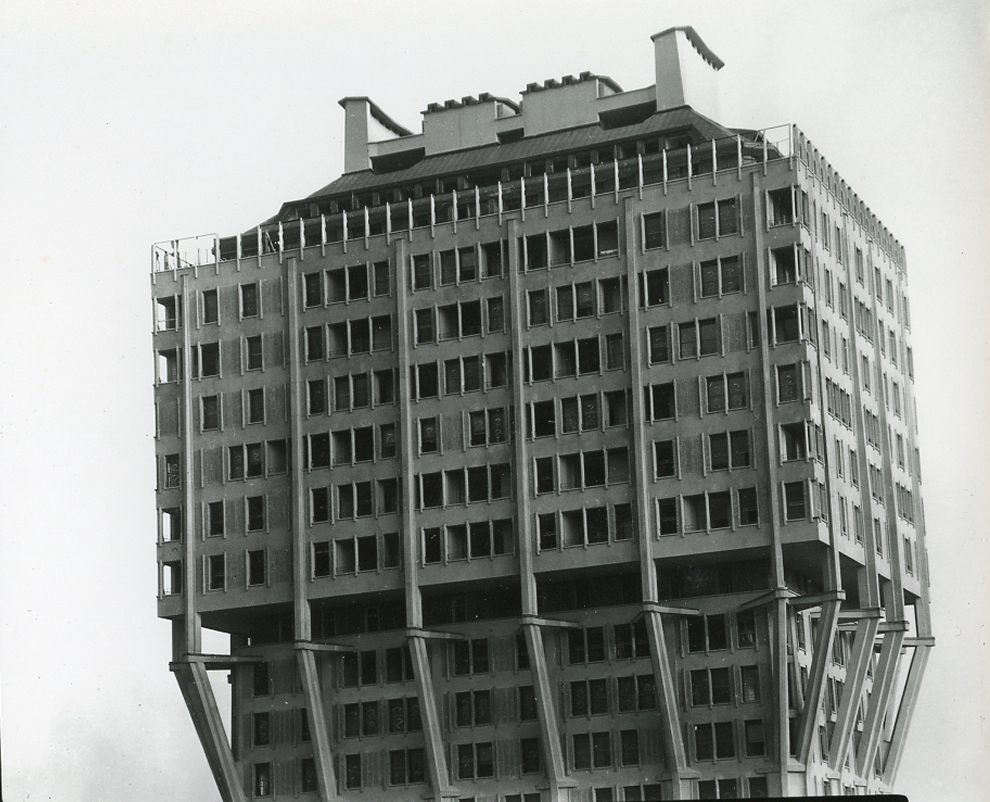
Obere Etagen
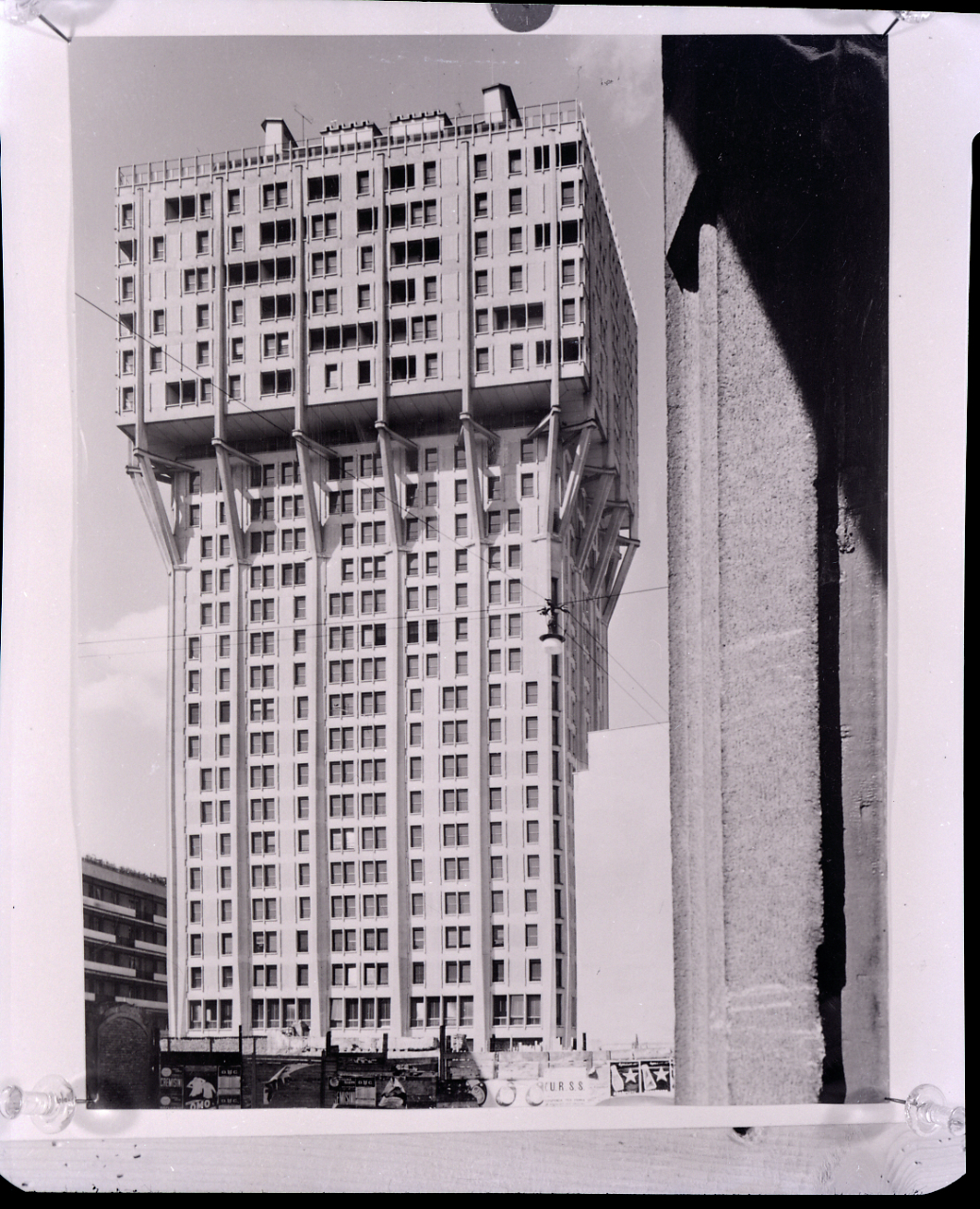
Foto von 1973